# Moravskoslezský sudetský horský spolek
Moravskoslezský sudetský horský spolek, (Mährisch-Schlesischer Sudetengebirgsverein, MSSGV), někdy překládaný též jako (Německý) moravskoslezský sudetský turistický spolek, byla německojazyčná turistická organizace v Jeseníkách. Vznikl ve Frývaldově (dnešní Jeseník) 26. dubna 1881 a tímto rokem je datován i počátek organizované turistiky v Jeseníkách. Do jednoho roku od vzniku měl spolek na 950 členů. První česká turistická organizace, Klub českých turistů, vznikla až o 7 let později a do Jeseníků svou činností výrazněji pronikla až po roce 1918. Spolek se zabýval značením turistických cest, vydáváním map, průvodců a vlastního tematického časopisu a budoval různé turistické stavby od odpočívadel přes horské chaty až po rozhledny. Spolek měl před začátkem druhé světové války až 12 tisíc členů ve 45 pobočkách, vlastnil 13 horských chat a 3 věže. Zpřístupnil a vyznačil asi 2000 km turistických tras.

## Pobočky
- Opava (Troppau)
- Ostrava (Mährisch Ostrau)
- Šumperk (Mährisch Schönberg)
- Olomouc (Olmütz)
- Javorník (Jauernig)
- Vidnava (Weidenau)
- Hlucholazy (Bad Ziegenhals)
- Nysa (Neisse)
- Jeseník (Freiwaldau)
- Zlaté Hory (Zuckmantel)

## Stavby
Spolek vybudoval roku 1894 původní rozhlednu na Vyhlídce v osadě Ježník. Roku 1898 spolek postavil rozhlednu na Zlatém chlumu, pojmenovanou Frývaldovská stráž. Roku 1898 spolek postavil na místě zřícené starší dřevěné stavby rozhlednu na Biskupské kupě, která je dnes nejstarší rozhlednou v Jeseníkách. V roce 1903 spolek vykoupil hostinec na Červenohorském sedle. V letech 1902–1903 si nechal za vydatné finanční podpory knížete Lichtenštejna postavit rozhlednu na Cvilíně. Roku 1903 vyjednal výstavbu rozhledny na Pradědu, která proběhla v letech 1904–1912 (stavba se zřítila roku 1959). V roce 1907 spolek inicioval výstavbu horské chaty na Králickém Sněžníku.

## Novodobá historie
V letech 1922–1938 bylo spolku československými úřady zakázáno členství v Deutschen Wanderverband. Pobočky v německé části Slezska pokračovaly pod hlavičkou Schlesischer Sudetengebirgsverein, založeného 17. září 1922 v Nyse. Během krátkodobého připojení Sudet k Německé říši byly oba spolky opět sjednoceny, roku 1949 se slezská část spolku opět osamostatnila a sídlo měla v Hagenu až do svého rozpuštění v roce 1971.
Po vyhnání svých členů z vlasti se spolek znovuzaložený 30. října 1954 rozhodl umístit své sídlo do města Kirchheim unter Teck nedaleko Stuttgartu, podle stanov z roku 1973 má název Mährisch-Schlesischer Sudetengebirgsverein (Altvaterland) e. V. (MSSGV). Novodobě má pobočky Teck, Allgäu, Hessen, München, Nordrhein-Westfalen, Hamburg. Mezi kontakty na předsedy poboček je uveden i Peter Schöppel z Vidnavy, u nějž místo názvu pobočky je uvedeno Česká republika. V současnosti spolek vlastní tři turistické ubytovny v Německu a jednu v Rakousku. Je členem německého svazu Verband Deutscher Gebirgs- und Wandervereine a Evropské asociace turistických klubů.

## Časopis
Od roku 1885 (1882?) až do začátku druhé světové války vydával spolek časopis Altvater. Pod stejným názvem vydává časopis v dvouměsíčním intervalu i obnovený spolek po roce 1954.